# Luke can see her face
Luke can see her face es el 85to episodio de la serie de televisión norteamericana Gilmore Girls.

## Resumen del episodio
La gran devoción de Sookie por los calabacines en su sopa hace que Jackson le ponga más cuidados a esos cultivos, e incluso junto con su esposa, Lorelai y Michel los cuida durante toda una noche, algo que permite a Lorelai relajarse de la difícil tarea de abrir la nueva posada. Sin embargo, no todo le va bien, pues debe pedirle ayuda a Luke cuando Sookie le presenta a un hombre para salir con él; en tanto que Rory trata de aparentar que no le importa mucho oír de la pelea que Dean y Lindsay tuvieron mientras él trabajaba en el Dragonfly. Luke, deprimido por el fracaso de su matrimonio, compra un libro y cassette de autoayuda, los cuales le permiten descubrir quién es el verdadero amor de su vida. Liz y TJ regresan a Stars Hollow y le comunican a Luke su deseo de celebrar la boda en el pueblo, así que Luke va en busca de Jess para que acompañe a su madre al altar; aunque Jess se niega en un principio, finalmente acepta. Durante la fiesta de despedida de soltero de TJ, éste trata de hablar con Jess, pero se arma una pelea y todos son sacados del club. Paris llama a Rory para informarle que Asher ha sufrido de angina, aunque se encuentra fuera de peligro; aun así, Paris teme por su futuro, pues ella lo acompañará en el verano a Inglaterra. Y Luke le propone a Lorelai para ir juntos a la boda de Liz y TJ.

## Curiosidades
- El episodio empieza con Lorelai y los dos gatos en su puerta, luego ella va donde Luke's en la madrugada y aún está oscuro, lo que quiere decir que es otro día. Sin embargo, más tarde, en el Dragonfly, le dice a Luke que unos gatos fueron a su casa ese mismo día.
- Cuando Lorelai despierta después de dormir en el huerto de los calabacines, en una escena aparece con algunas ramas en el cabello y en otra aparece con menos.

- Datos: Q5984758